# Portret mladenke (Petrus Christus)
Portret mladenke je majhna slika v olju na hrastovem lesu staronizozemskega slikarja Petrusa Christusa. Dokončana je bila proti koncu njegovega življenja, med letoma 1465 in 1470.  Danes jo hranijo v  Gemäldegalerie v Berlinu. Označuje velik oblikovni napredek v tedanjem portretiranju; dekle je namreč postavljeno v zračen, tridimenzionalen prostor  in gleda v gledalca z zapletenim izrazom, ki je zadržan, a hkrati inteligenten in pozoren.
Na splošno velja za enega najboljših portretov severne renesanse. Umetnostni zgodovinar Joel Upton je opisal, da je portretiranka podobna »poliranemu biseru, skoraj opalescentnemu, ki leži na blazini iz črnega žameta«. Slika temelji na ustvarjanju Jana van Eycka in Rogierja van der Weydna in je bila v desetletjih po nastanku zelo vplivna. Njena privlačnost je deloma v njenem zanimivem pogledu, poudarjenem zaradi rahlega poravnavanja oči, medtem ko so obrvi rahlo poševne.

## Opis
Christus svojo portretiranko uokvirja v togo in uravnoteženo arhitekturno okolje. Postavljena je v ozek pravokoten prostor pred oblazinjeno steno. Podobo delijo vodoravne vzporedne črte njenega plašča in bluze, ki se povezujejo v obrnjeni trikotnik, ki ga tvori izrez njene obleke. Izris ozadja nekoliko odstopa od sodobnih portretnih konvencij: Christus postavlja deklico ob temno rjavo steno z malo podrobnostmi, v nasprotju z dodelano notranjostjo Jana van Eycka, ki ga pogosto obravnavajo kot Christusovega mojstra. Omejena je v celoti s svojim materialom, leseno letvijo na vrhu in opažem, ki tvori spodnji del. Stena jo postavlja v realistično notranjost, ki je morda prostor v njenem domu.
Na slikovni prostor pade svetloba z leve in ustvarja sence ob hrbtni steni, ki jo najmočneje odda dekličin hennin (pokrivalo). Globina prostora, ki jo zagotavlja zadnja stena, daje prostor za te podrobnosti, za katere Charles Sterling meni, da so dolžne van Eycku. Svetloba vrže motno, a ukrivljeno senco na steno za deklico in deluje kot kontrapunkt obrisu njenega lica in las.
Deklica ima bledo kožo, mandljeve in rahlo orientalske oči ter čemerna usta. Odseva gotski ideal podolgovatih obraznih potez, ozkih ramen, tesno pripetih las in skoraj nenaravno dolgega čela, doseženega s tesno odmaknjenimi lasmi, ki so bili na vrhu oskubljeni. Oblečena je v draga oblačila in nakit in zdi se, da je nenavadno elegantna. Iz platna gleda poševno, a samozavedno in prodorno, kar so nekateri umetnostni zgodovinarji označili za vznemirjajoče. Joanna Woods-Marsden pripomni, da je portretiranka, ki je na tak način priznavala svoje občinstvo, praktično brez primere niti v italijanskem portretnem slikarstvu. Njeno priznanje poudarja del, ki usmerja pogled gledalca na skoraj invaziven način, ki se zdi dvomljiv v odnosu med umetnikom, modelom, pokroviteljem in gledalcem.
Pokrivalo je različica prirezanega stožca ali čebeljemu panju podobnega hennina, ki je bila takrat moden na burgundskem dvoru. Zelo podoben slog, brez repa, je viden pri starejši od dveh deklet na donatorskih tablah Predstavitev Kristusa mojstra Pradovega Poklona Treh kraljev, učenca Rogierja van der Weydna. Črn trak pod brado redko najdemo na drugih slikah iz tega obdobja in ga razlagamo kot slog, izposojen pri moškem šaperonu, ki ima vedno dolg rep ali kornet, ki ga včasih nosijo ovitega pod brado na ta način.
Vpliv van Eycka je razviden iz nežnega upodabljanja tekstur in podrobnosti obleke, obrob in okraskov. Njena bleda koža in močna kostna struktura je močno van Eyckova, in se v njegovem Portret Arnolfinijev spominja na moškega. Toda Christus se na druge načine odreče razvoju, ki sta ga dosegla van Eyck in Robert Campin. Zmanjšuje poudarek na obsegu teh umetnikov v prid podaljšanju forme; ozki, rahli zgornji del telesa in glave so po besedah umetnostnega zgodovinarja Roberta Suckaleja »povišani z izrezom hermelina v obliki črke V in valjastim klobukom«. Nadalje, medtem ko je prva generacija zgodnjih nizozemskih slikarjev imela koristi od pokroviteljstva novonastajajočega srednjega razreda, sekularizirajoče portretiranje in odstranjevanje iz rezervata kraljevskih družin, deklica postane aristokratska, ošabna, prefinjena in izvrstno oblečena.

## Identiteta portretiranke
V pismu z dne 1824 ali 1825 je Gustav Waagen, kasnejši direktor berlinskih muzejev, podal svojo interpretacijo latinskih napisov, ki jih je videl na originalnem okvirju portreta, ki se je nato izgubil. Poleg Christusovega podpisa je našel identifikacijo portretiranke tudi kot »nečakinjo slavnih Talbotov« (eine Nichte des berühmten Talbots). Njegove raziskave so pripeljale do konsenza, da je bila član vodilne angleške družine Talbots, ki jo je takrat vodil grof Shrewsbury. Leta 1863 je George Scharf predlagal, da je bila tabla namenjena desnemu krilu diptiha s portretom Edwarda Grimstona (ali "Grymston") iz leta 1446 v Narodni galeriji v Londonu, kar je povzročilo ugibanja, da je deklica morda prva Grimstonova žena, Alice. Grete Ring je to zavrnila leta 1913, ker se niti mere niti ozadje tabel ne ujemajo in da je bila berlinska tabla najverjetneje dokončana približno 20–30 let po Grimstonovem portretu.
Joel Upton, ki je podpiral Waagenovo analizo, je raziskal, ali je bil 'slavni Talbot' John Talbot, prvi grof Shrewsburyja, ubit v bitki pri Castillonu leta 1453. Vendar je imel John Talbot samo eno nečakinjo Ankaret, ki je umrla v povojih leta 1421. Lorne Campbell domneva, da je Waagen glede na latinski podpis morda napačno razlagal besedo nepos, kar lahko pomeni tudi 'vnuk'. Upton ugotavlja, da je bila bolj verjetno hči Johna Talbota, 2. grofa Shrewsburyja , bodisi Anne bodisi Margaret. Njuna starša sta se poročila med letoma 1444 in 1445, kar kaže na to, da je bila portretiranka v času portreta mlajša od 20 let. Morda je odpotovala v Brugge, da bi se leta 1468 udeležila slavno razkošne poroke Margarete Yorške, sestre Edvarda IV. Angleškega, s Karlom Drznim, vojvodom Burgundije.

## Izvor
Najzgodnejši ohranjeni opis slike je v inventarju [[Medičejci|družine Medici]] iz leta 1492, kjer je opisana kot majhen doprsni kip francoske dame, naslikan v olju, delo Pietra Crescija iz Bruggea. Iz drugih del v zbirki pa se zdi, da je bil pisar neobveščen in je kateri koli del severne umetnosti v zbirki označil za 'francosko'. Bila je zelo cenjena, z nenavadno visoko ceno 40 florinov  in vidno razstavljena. Zapis ne obravnava identitete deklice, ki presega njeno državljanstvo, kar kaže na to, da je bila slika obravnavana bolj kot estetsko kot zgodovinsko.
V 20. stoletju je Erwin Panofsky pomembno prispeval k ugledu Christusa kot velikega severnega slikarja iz 15. stoletja, delo pa je opisal kot »očarljiv portret skoraj francoskega videza«, pri čemer je morda opozoril na podobnost z Devico v Diptihu iz Meluna Jeana Fouqueta. Sterling se tega loti, pri čemer ugotavlja številne podobnosti med obema ženskama, vključno s tesno odmaknjenimi lasmi, visokimi ličnimi kostmi, poševnimi očmi in mračnim izrazom.
Portret je vstopil v prusko kraljevsko zbirko z nakupom zbirke Edwarda Sollyja leta 1821, iz katere je smela izbrati takrat nedavno ustanovljena berlinska Gemäldegalerie. Kot Christusov izvirnik  jo je leta 1825 pozitivno opredelil, ko je Waagen črke na (zdaj izgubljenem) okvirju PETR XPI označil kot okrajšavo za 'Petrus Christophori', ki jo je povezal s Pietro Christa omenja Giorgio Vasari v izdaji leta 1568 v svojem Življenju najboljših slikarjev, kiparjev in arhitektov. Na ta način je Waagen identificiral tudi Christusovo tako imenovano tablo Sveti Eligij v svoji delavnici, ki je zdaj v Metropolitanskem muzeju umetnosti v New Yorku (in je videti le kot portret zlatarja), s čimer je slikarja ponovno odkril po stoletjih nejasnosti.
Pred to identifikacijo so bile številne njegove slike pripisane Janu van Eycku, vendar so se poistovetili s Christusom, potem ko ga je Waagen postavil kot izrazitega in ločenega mojstra. Znano je, da je Christus podpisal šest ohranjenih del, včasih z besedilom PETR XPI ME FECIT (Petr Xpi me je naredil).  V naslednjem stoletju so bile izdelane skice Christusove biografije, saj so umetnostni zgodovinarji - predvsem Panofsky - počasi ločevali njegova dela od del Van Eycka.

## Datacija
Sliko je okoli leta 1446 datiral Wolfgang Schöne v 1930-ih, predvsem tako, da je slog in modo oblačil prilagodil sodobnim trendom. V začetku 20. stoletja sta bila izpodbijana datiranje in avtorstvo del, ki so jih takrat pripisovali Christusu. Max Friedländer je predlagal številne datume in določil delo v zvezku svoje Staronizozemsko slikarstvo (Altniederländische Malerei) iz leta 1957, vendar je Otto Pächt le nekaj let pozneje znižal številne njegove predpostavke.
Leta 1953 je Erwin Panofsky ugotovil, da je bilo Schönejeva datacija vsaj dvajset let prezgodaj. Po njegovem mnenju dekliška obleka spominja na burgundsko visoko modo iz poznih 1460-ih do sredine 1470-ih. Primerjal je hennin, ki ga je nosila Marija Portinari v portretu Hansa Memlinga iz leta 1470 in njena obleka do tiste, ki jo je nosila gospa v iluminaciji iz okoli 1470-ih Froissart Ludvika iz Bruuthuseja iz Bruggea. Sterling postavlja delo okoli leta 1465, pripominja pa, da je hennin na berlinski tabli drugačen od tistega na newyorški sliki. Pokrivalo v New Yorku je veliko bolj široko in se zdi, da je v slogu, ki je prevladoval nekaj let kasneje. Sterling nadalje ugotavlja, da je tabla povečala globinsko ostrino in bolj zapletene podrobnosti svetlobe kot Christusova prejšnja dela. Na tej podlagi meni, da je bilo delo izvedeno pozno v umetnikovi karieri.